# Lenora
Lenora – miasto w Stanach Zjednoczonych, w stanie Kansas, w hrabstwie Norton.